# Raghuva multiradiata
Raghuva multiradiata là một loài bướm đêm trong họ Noctuidae.